# Cratere Ioffe
Ioffe è un cratere lunare di 83,95 km situato nella parte sud-orientale della faccia nascosta della Luna.